# Eclecticismo (arte)

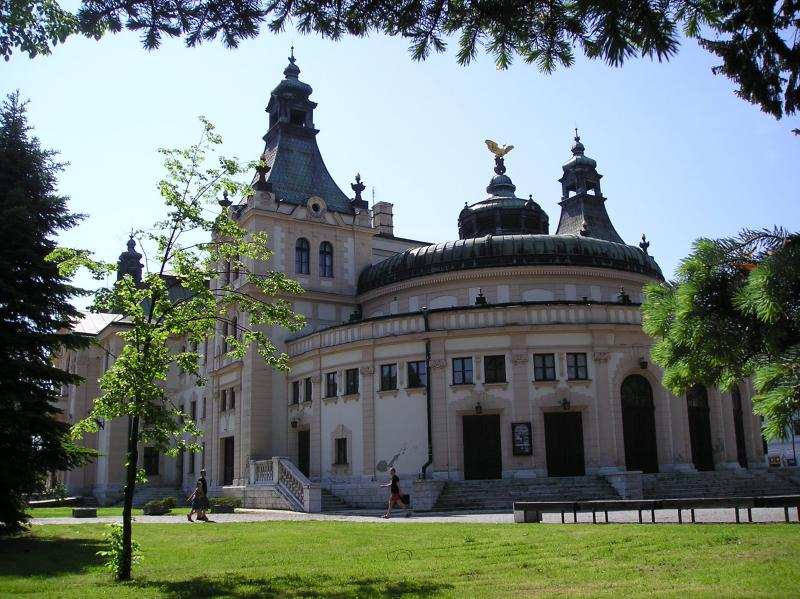
Estructura ecléctica de finales de en Eslovaquia.

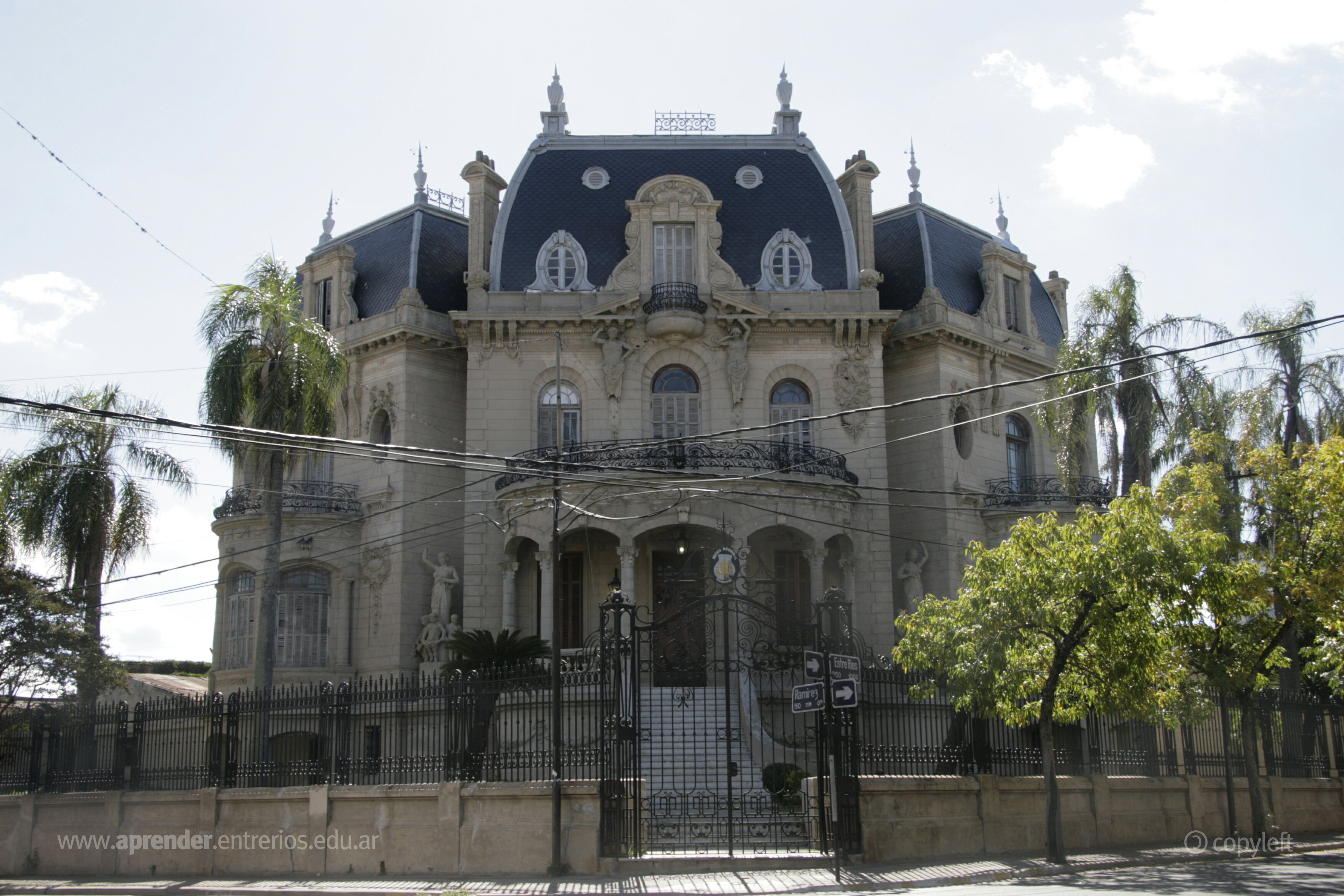
Museo Regional: Palacio Arruabarrena. Ciudad de Concordia, provincia de Entre Ríos, Argentina.

Eclecticismo es un estilo mixto en las bellas artes, que toma los rasgos de varias fuentes y estilos. Consecuentemente, el eclecticismo nunca constituyó un estilo específico en el arte: se caracteriza por el hecho de que no fue un estilo particular. En general, el término describe la combinación de una variedad de influencias, principalmente de elementos de estilos diferentes de la arquitectura, la pintura y las artes gráficas y visuales.
El término "ecléctico" fue usado por primera vez por Johann Joachim Winckelmann para caracterizar el arte de los Carracci, que incorporaron a sus pinturas elementos del Renacimiento y de las tradiciones clásicas. En verdad, Agostino, Annibale y Lodovico Carracci habían tratado de combinar la línea del arte de Miguel Ángel, el color de Tiziano, el claroscuro de Correggio y la simetría de Rafael.
En el siglo XVIII, Sir Joshua Reynolds, cabeza de la Academia Real de Artes en Londres, fue uno de los más influyentes defensores del eclecticismo. En el sexto de sus famosos Discursos académicos (1774), escribió que el pintor puede usar los trabajos de la antigüedad como "una revista" de características comunes, siempre abierta al público, de donde cada hombre tiene el derecho de tomar los materiales que a él le complacen.

## En arquitectura
El eclecticismo fue una tendencia importante en la arquitectura occidental. Surge en Francia a mediados del siglo XIX y rápidamente es adoptada en Europa y más tarde en América. Tuvo importancia en Occidente entre 1860 y finales de los años 1920.